# Enclos paroissial de La Martyre
L'enclos paroissial de La Martyre est un enclos paroissial situé dans la commune de La Martyre (Finistère, Bretagne). Il inclut l'église Saint-Salomon, une porte triomphale surmonté d'un calvaire et un ossuaire d'attache,. L'ensemble est classé monument historique en 1916.

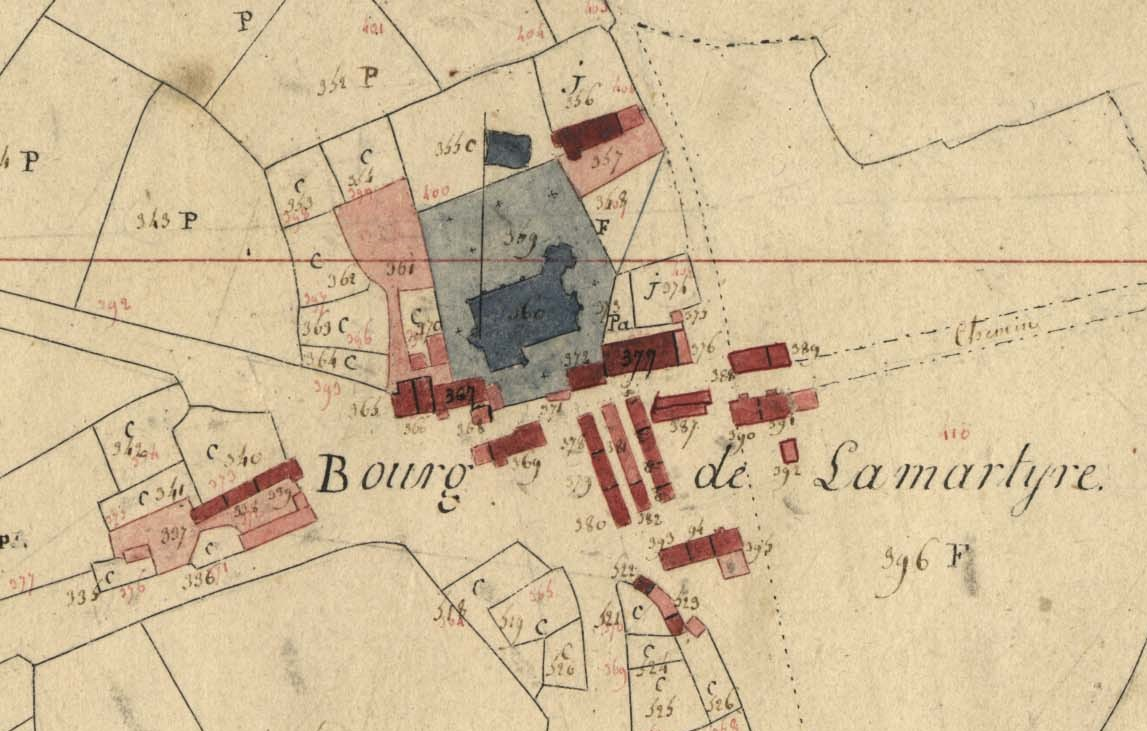
Plan de l'enclos en 1811. La sacristie est bien visible au nord-est de l'église. La porte triomphale est au sud de l'enclos.

## Galerie

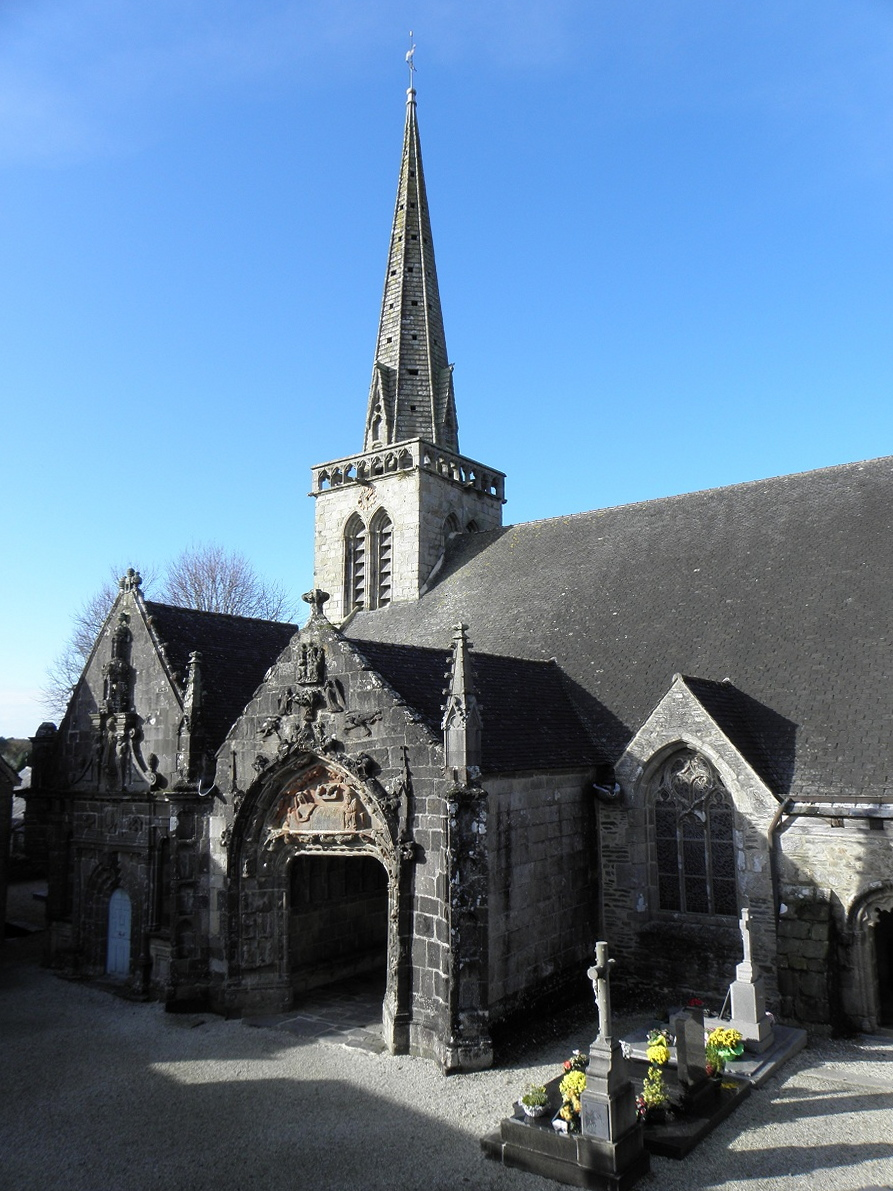
L'église.
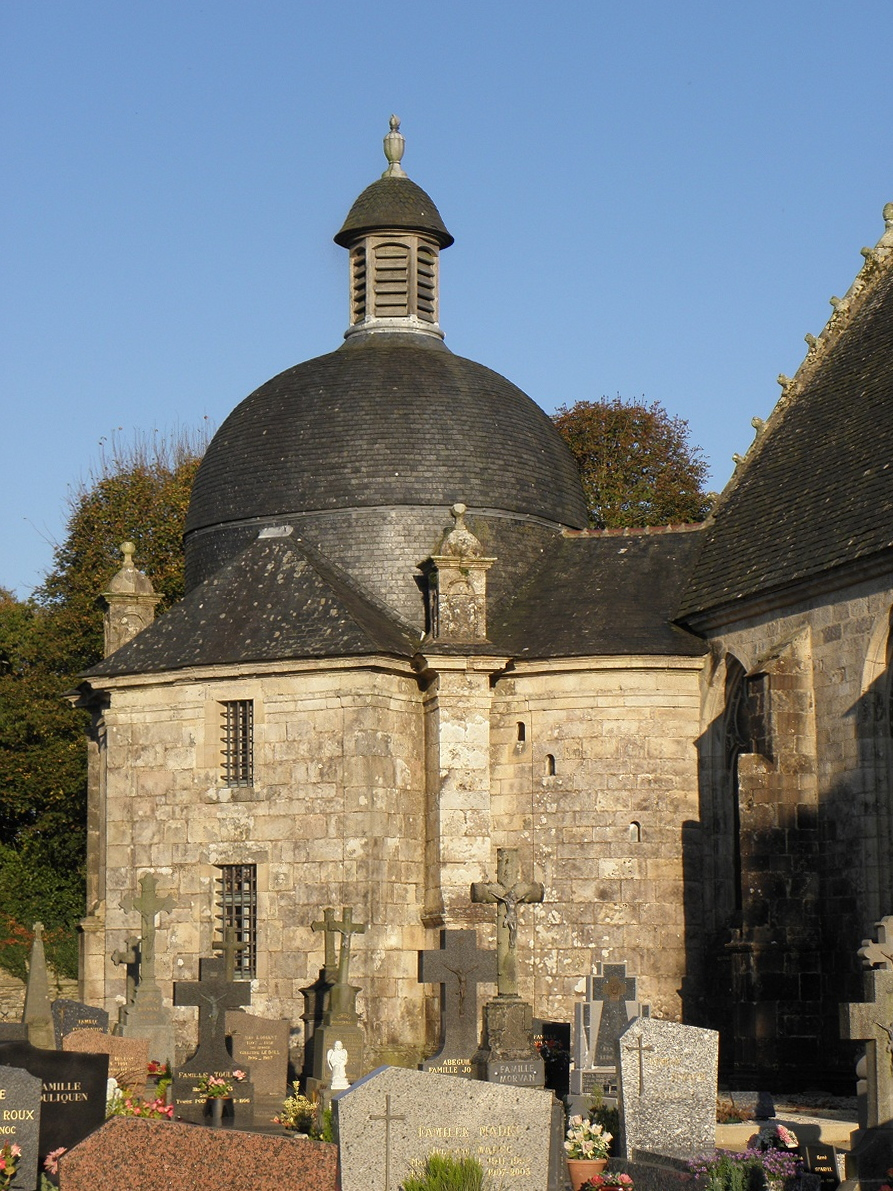
La sacristie de l'église.
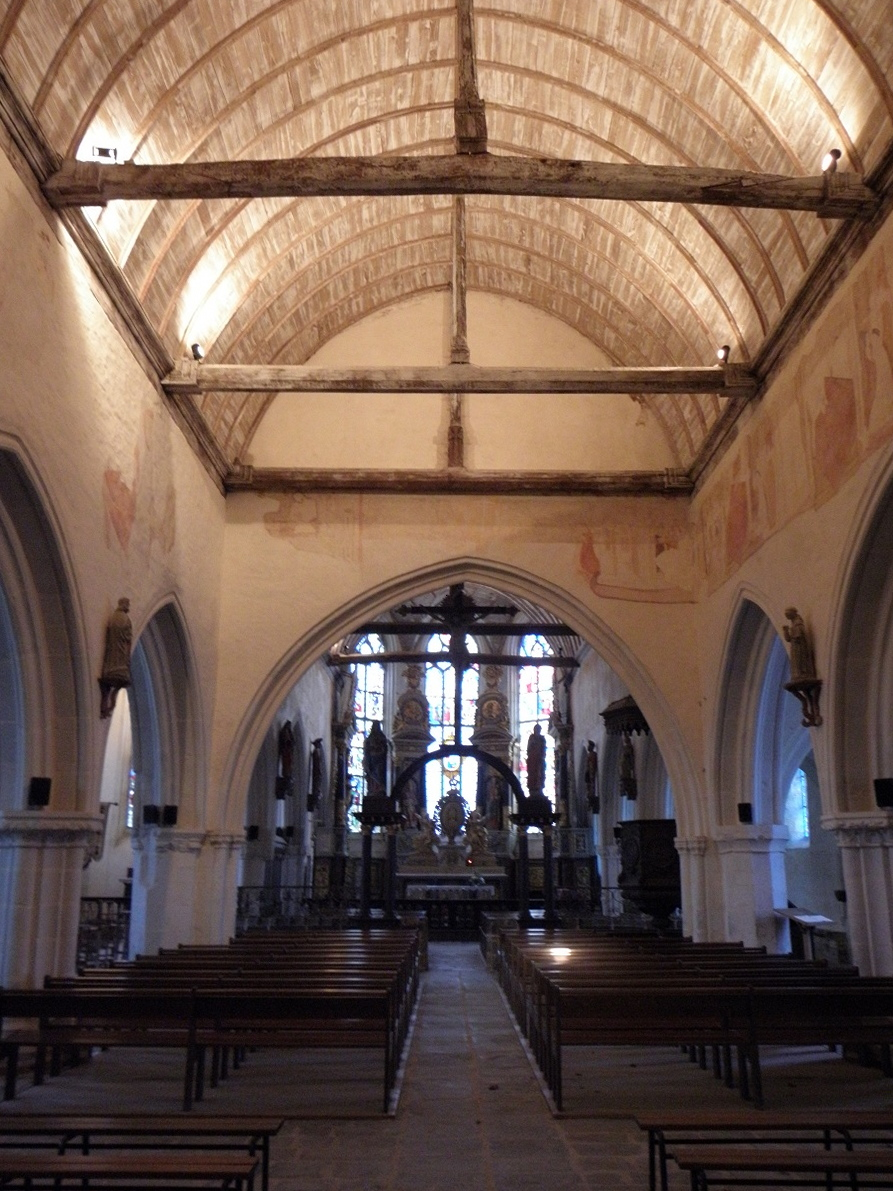
Intérieur de l'église.
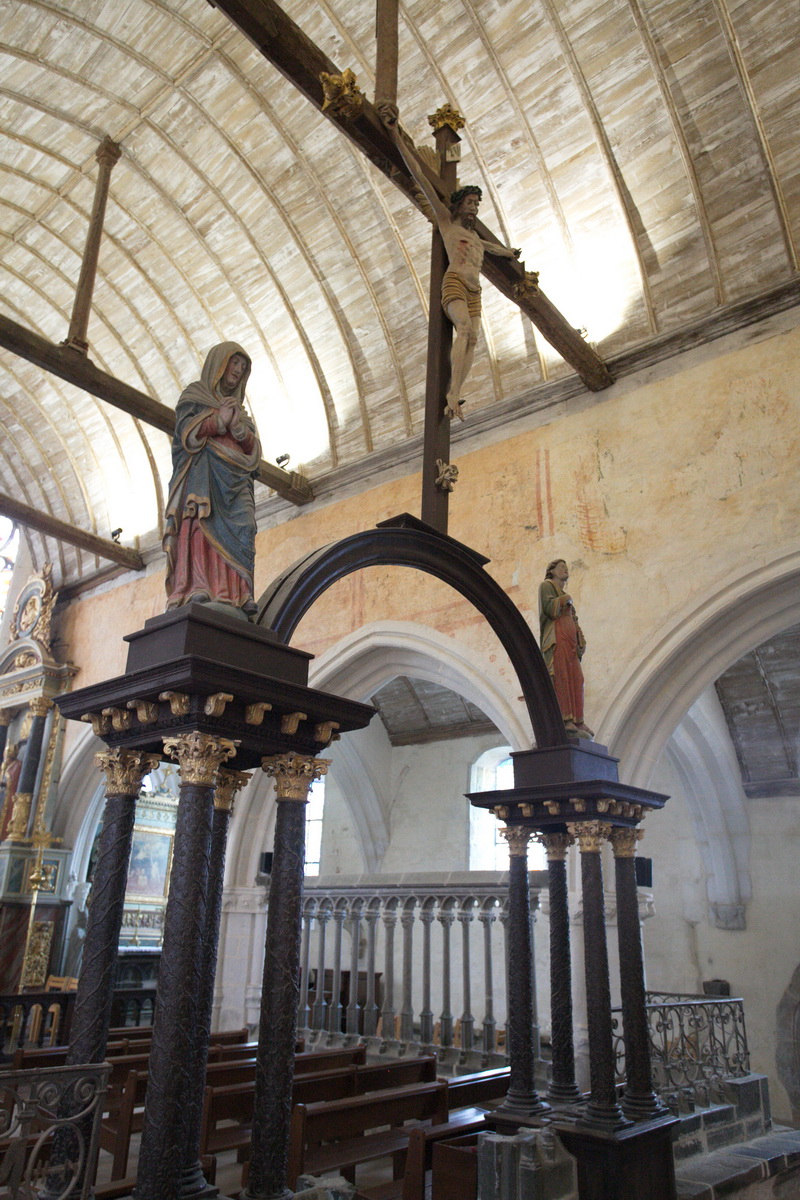
Portail du chœur.
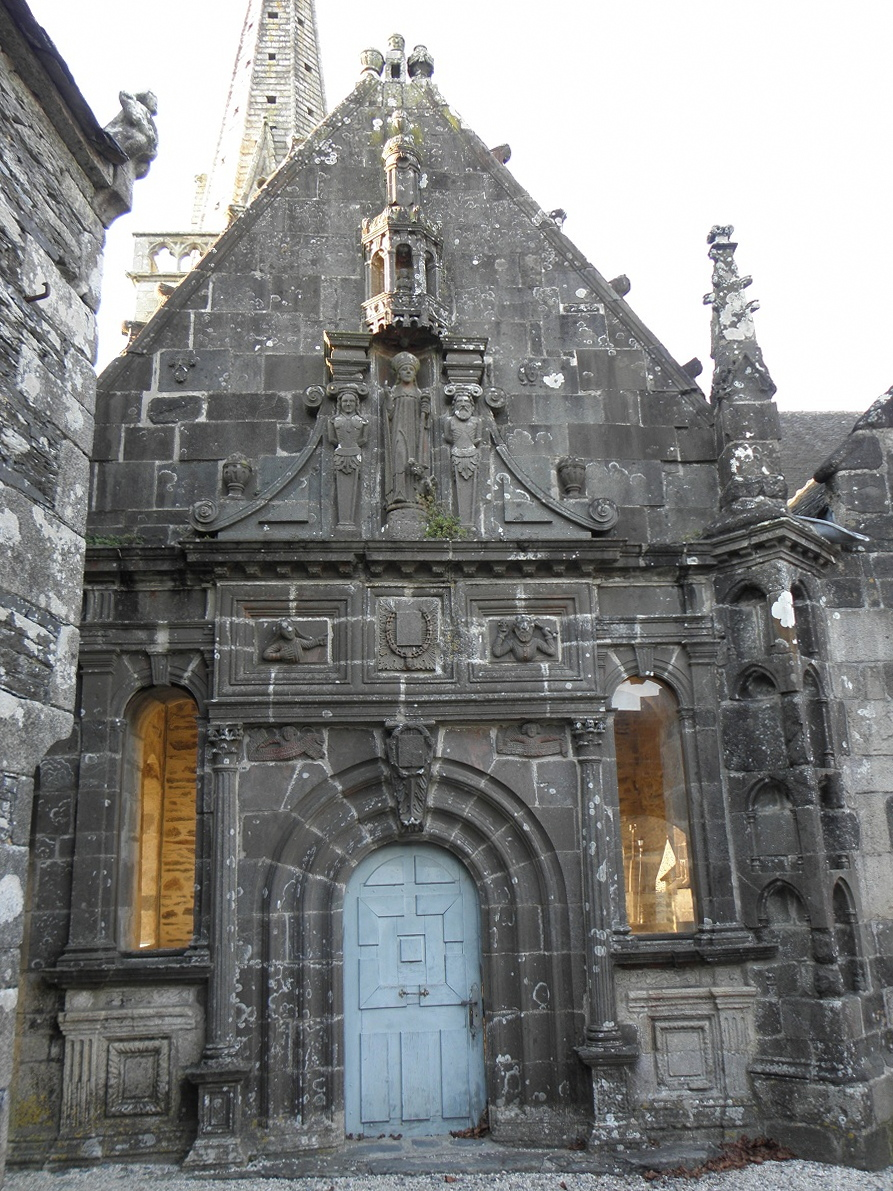
L'ossuaire d'attache.
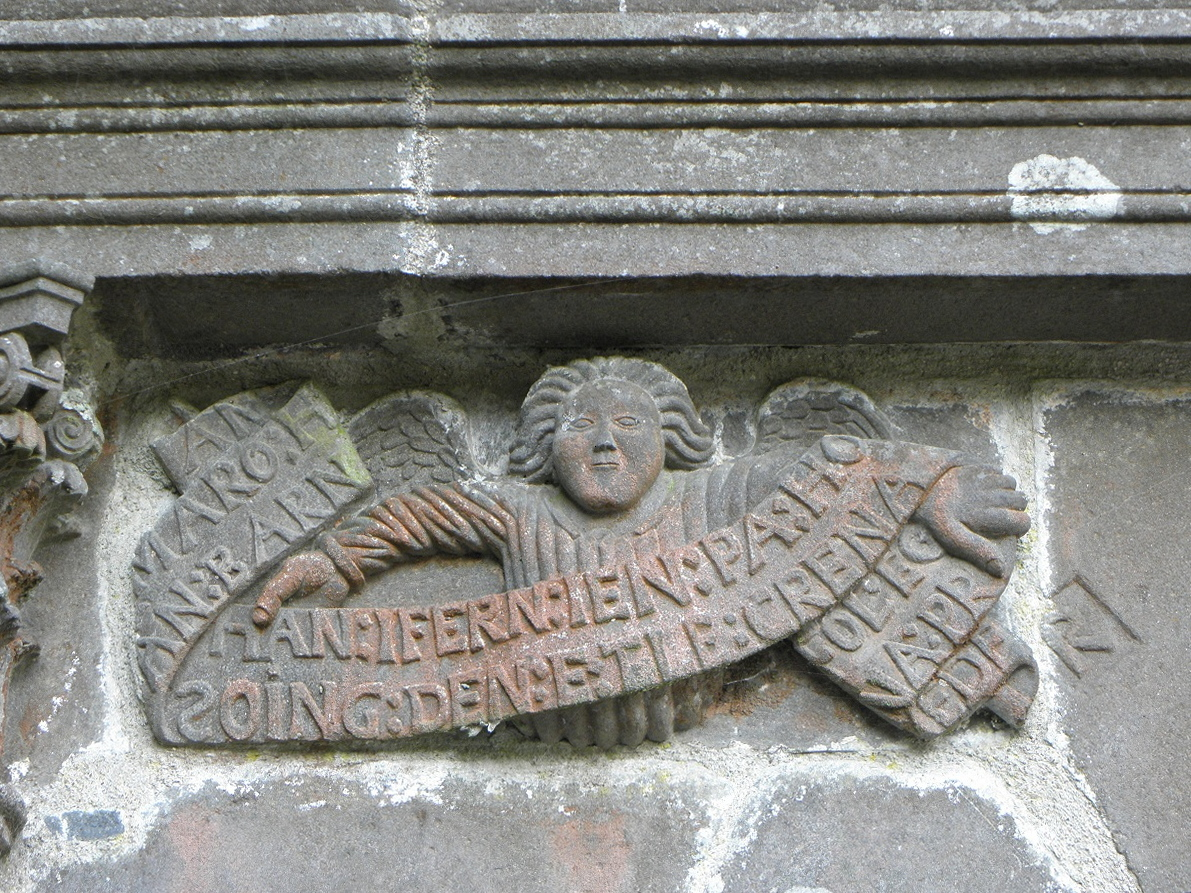
Texte en breton sur l'ossuaire.
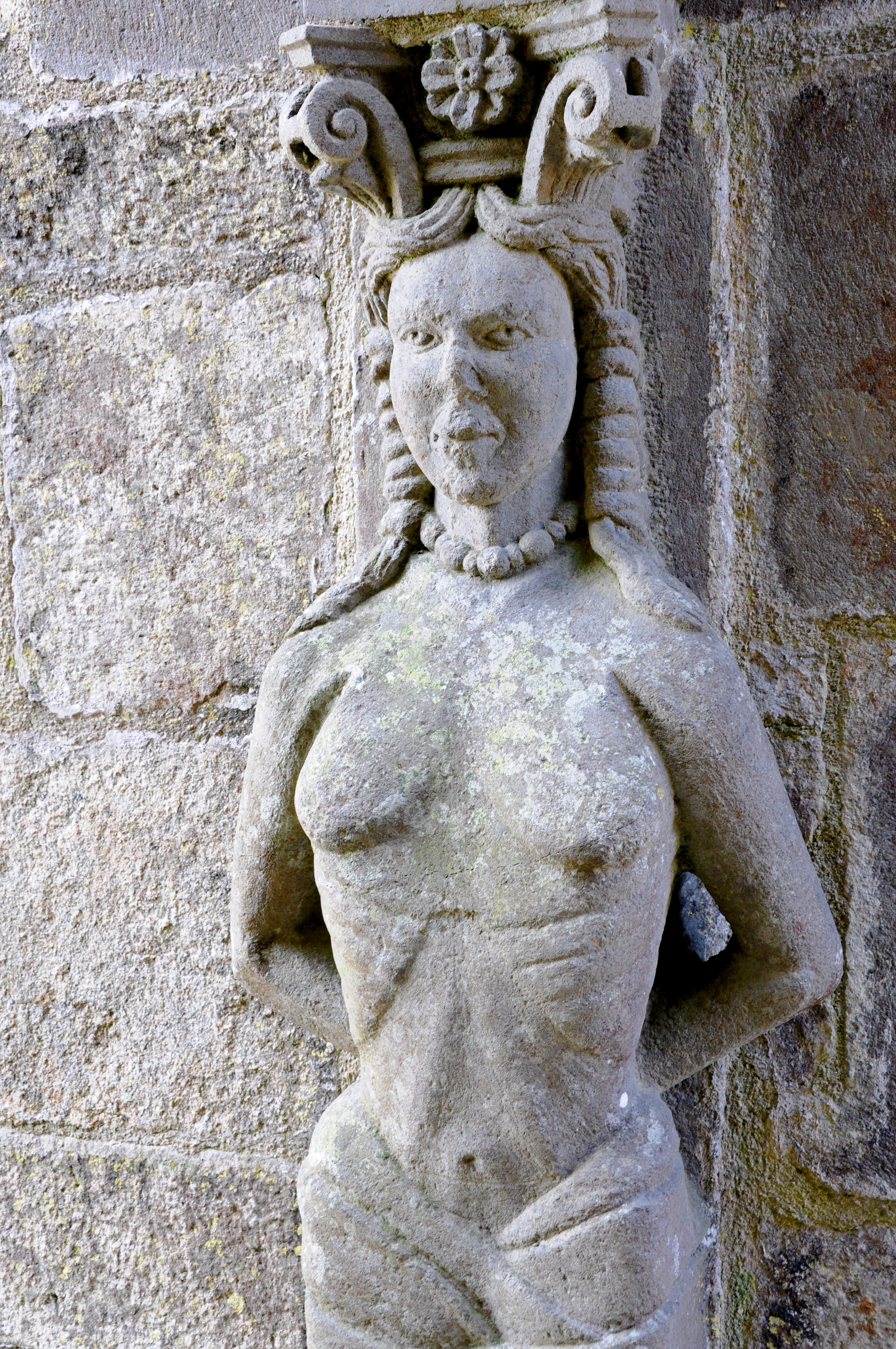
Caryatide de l'ossuaire.
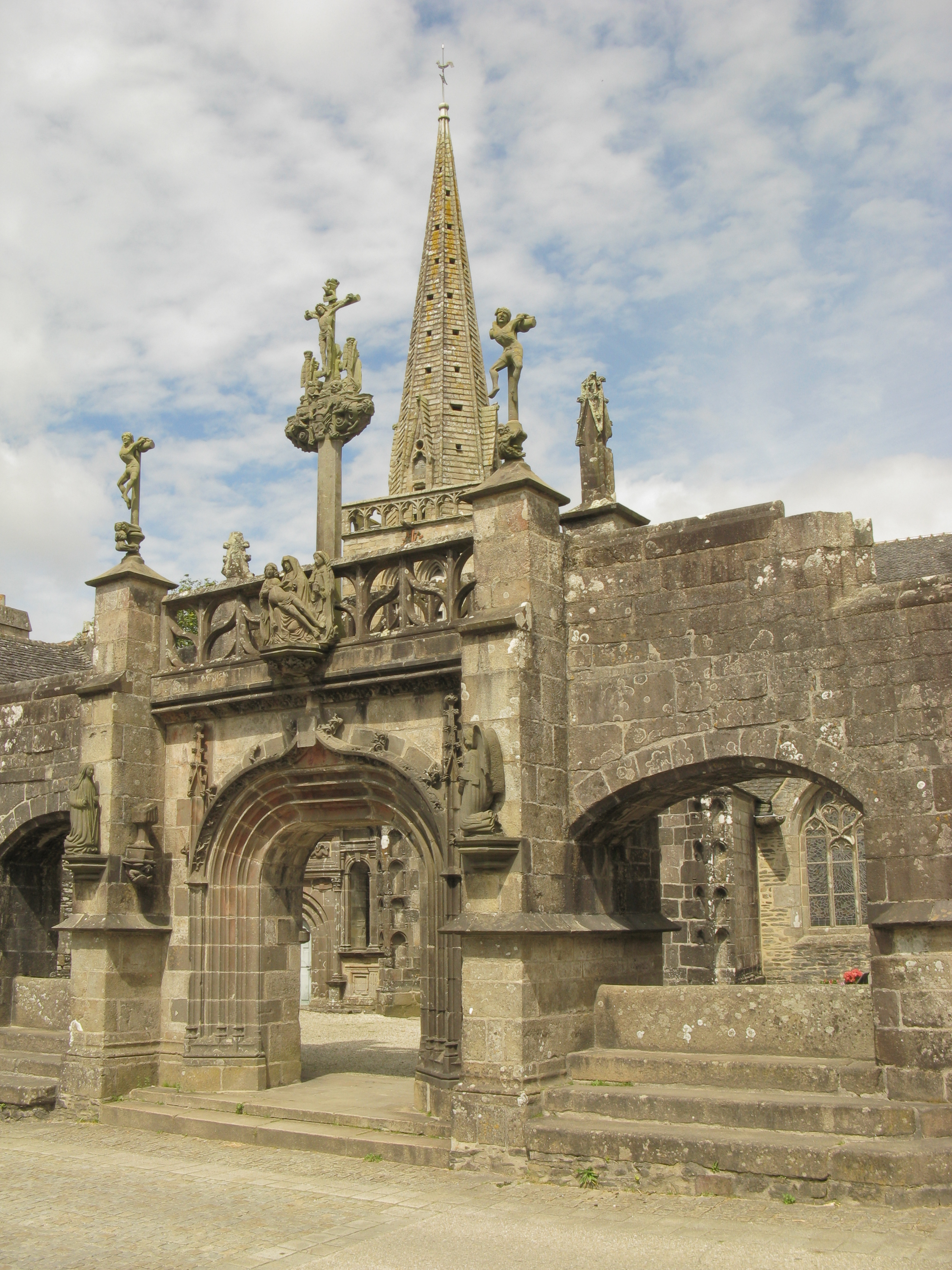
Porte triomphale surmontée du calvaire.